# Pygarctia vivida
Pygarctia vivida är en fjärilsart som beskrevs av Augustus Radcliffe Grote 1882. Pygarctia vivida ingår i släktet Pygarctia och familjen björnspinnare. Inga underarter finns listade.